# ハーベイ・スタラード
ハーベイ・スタラード（Harvey Stallard、1888年-1974年）はアメリカの歯科医師。ナソロジー概念の創世者の一人である。

## 略歴
- 1888年 生誕
- 1926年 マッカラムとともに、カリフォルニア・ナソロジカル・ソサエティーを設立する。
- 1950年 ミューチュアリー・プロテクティッド・オクルージョンを提唱する。
- 1974年 没する